# Болотов Валерій Дмитрович
Вале́рій Дми́трович Бо́лотов (13 лютого 1970 , Таганрог, Ростовська область  — 27 січня 2017 , Москва ) — український колабораціоніст з Росією, самопроголошений «губернатор» Луганської області, політичний діяч та перший голова проросійського терористичного формування «Луганська народна республіка». Активний учасник так званої «російської весни».

## Життєпис

Країни, де Болотов був під санкціями

Зростав у Стаханові (нині Кадіївка), певний час навчався в місцевій школі № 18. У 1988–1990 роках служив у Вітебській дивізії Повітряно-десантних військ СРСР, брав участь у бойових діях у гарячих точках країни — Тбілісі, Єревані, Нагірному Карабасі. Закінчив службу у званні старшого сержанта. Після служби отримав дві вищі освіти — економічну та інженерно-технічну. Очолював громадську організацію «Союз ветеранів ПДВ».

## Зв'язок з Партією регіонів
За повідомленням екс-начальника УСБУ в Луганській області Олександра Петрулевича, Болотов працював у колишнього голови Луганської облдержадміністрації О. Єфремова «наглядачем» за копанками. «Хто в копанках працює? Ті, у кого немає іншої можливості прогодувати сім'ю. Вони б раді в офісах сидіти, тільки в Луганській області немає робочих місць. Народ, ризикуючи життям, спускається в копанки. Болотов з них гроші збирав, перед Єфремовим звітував, дещо ментам-податківцям відстібав — і все: ніхто ці нелегальні шахти не помічав і не закривав».

## Участь у російській агресії проти України 2014
За даними СБУ, згодом Болотов увійшов до складу сформованої ФСБ і ГРУ РФ диверсійної групи, перед якою «ставилися завдання збору розвідувальної інформації про розміщення та передислокацію українських військових частин, радіолокаційних станцій, організація терактів, блокування військових колон тощо».
У березні 2014 Болотов анонімно опублікував відеоролики, де він, ховаючи лице за маскою, закликав створити Південно-Східну армію задля «захисту від націоналістів». 5 квітня, вже під власним ім'ям та не приховуючи обличчя, Болотов повідомив, що Служба безпеки України затримала диверсійну групу супротивників київської влади, і жителі південно-східного регіону мають відкрито вийти на протистояння з «хунтою». Наступного дня був активним учасником захоплення будівлі Управління СБУ Луганської області.
21 квітня 2014 на народному зібранні був обраний тимчасовим виконувачем обов'язків «народного губернатора» Луганщини. Одразу після обрання Болотов заявив про перепідпорядкування судової системи та правоохоронних органів Народній раді Луганської області, що мала бути створена найближчим часом. 29 квітня «народного губернатора» включено до списку осіб, відносно яких було введено санкції — заборона на в'їзд та заморожування активів у країнах Євросоюзу.
3 травня він заявив, що Армія Південного-Сходу буде до останньої краплі крові захищати «власну землю» від «неофашистських загарбників та вбивць», однак чекати у облозі не збирається і тому вирушає на Київ. Фактично, це стало оголошенням відкритої війни.
14 серпня 2014 року Валерій Болотов заявив про відставку з поста ватажка «ЛНР» та виїхав на територію Росії для лікування наслідків поранення. Його місце зайняв «міністр оборони» «ЛНР» Ігор Плотницький.
У своєму останньому інтерв'ю, що Болотов дав російському агентству «Росбалт» у грудні 2016 року, він розповів, що не подавав у відставку з посади, а збирався тимчасово виїхати до Росії на лікування, залишивши Плотницького виконувати обов'язки. Своє усунення Болотов вважає наслідком змови. Також Болотов розповів, що коли сепаратисти навесні 2014 здійснювали силове захоплення влади, то очікували на введення окупаційних російських військ у Луганськ, як у Криму. Він підтвердив, що батальйон «Заря» під керівництвом Плотницького 2014 року здійснював обстріли Луганська. Болотов звинуватив Плотницького в узурпації влади і вбивстві колишніх соратників.
27 січня 2017 року помер від серцевого нападу у своїй квартирі в Москві.

## Версія про вбивство
Дружина Болотова Олена заявила, що він помер незабаром після того, як випив чашку кави в одному з барів Москви під час «ділової» зустрічі. Зокрема, про це вона розповіла російському сайту «L!fe (Lifenews)».
За словами Болотової, напередодні смерті її чоловік зустрічався з двома чоловіками в кафе «Червона машина» в будівлі Льодового палацу ЦСКА. Коли він повернувся додому, то через деякий час почав скаржитися на погане самопочуття. «Він весь вечір повторював: „Навіщо я випив цю каву?“», — зазначила Болотова.
За словами українського військового експерта Дмитра Снєгирьова, Болотова ліквідували представники луганського руху спротиву.